# Герцог Сарагосский

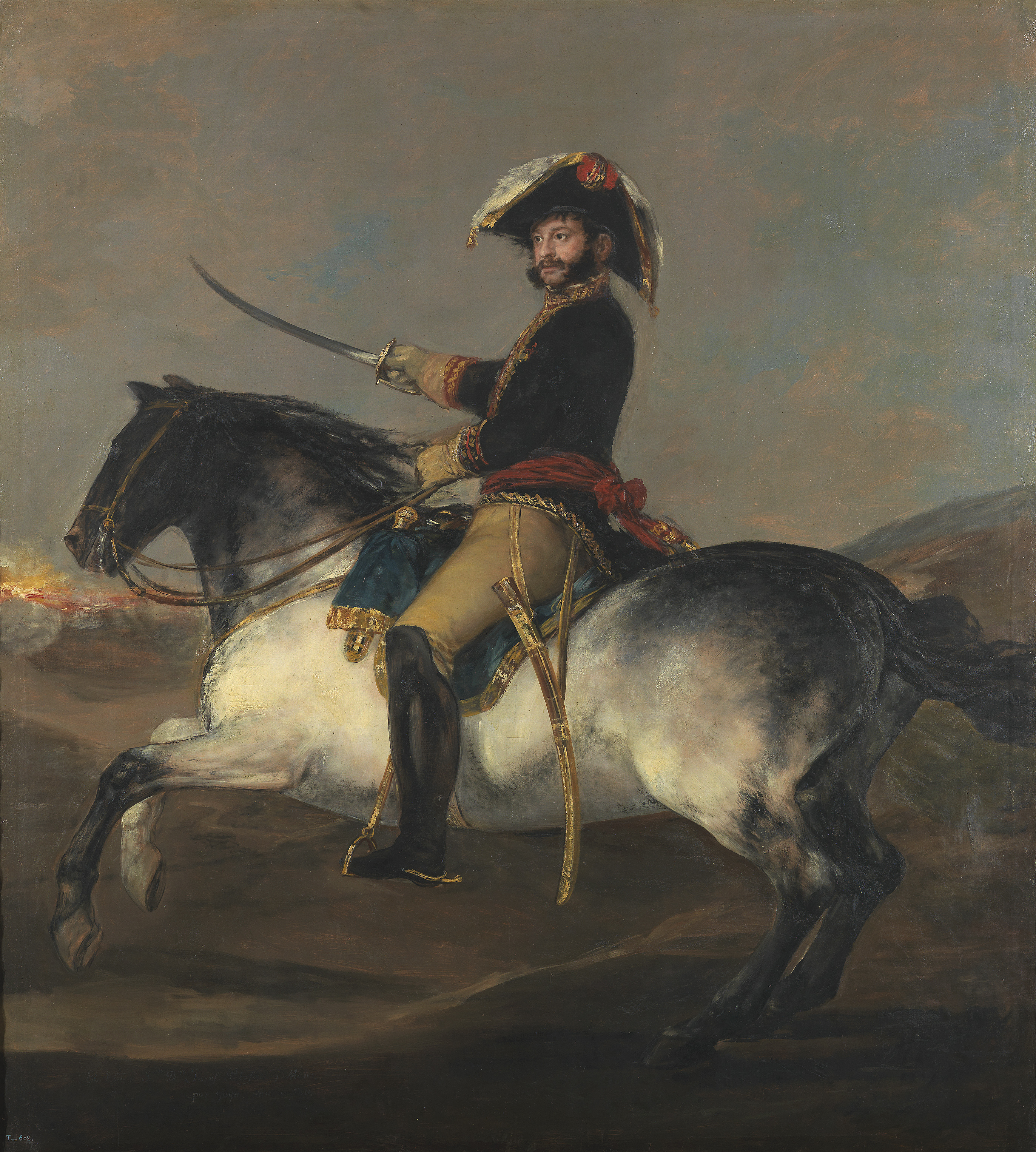
Хосе Ребольедо де Палафокс и Мельси, 1-й герцог де Сарагоса, портрет Франсиско Гойи.

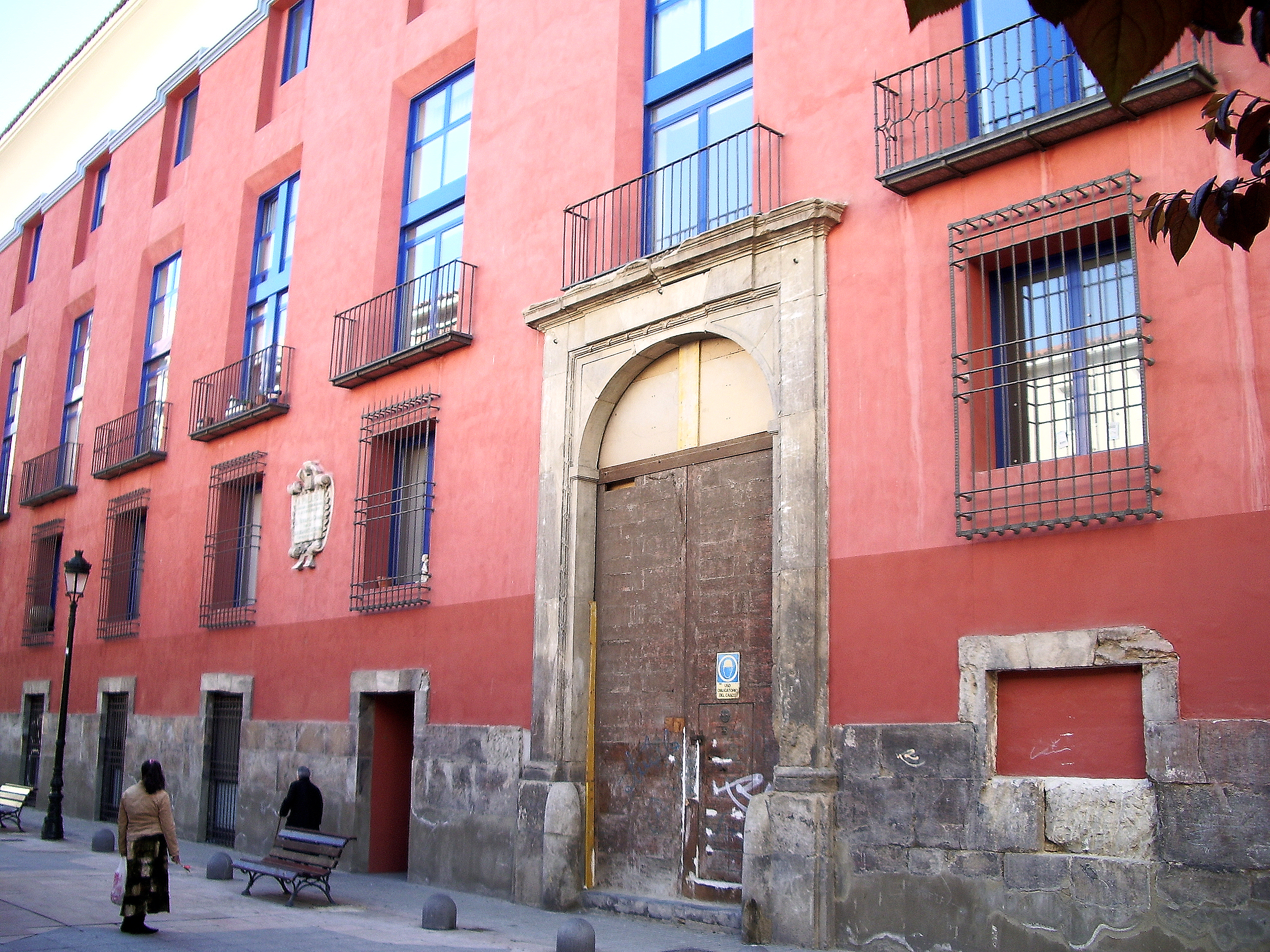
Дворец Палафокс маркизов де Ласан, Сарагоса.

Герцог Сарагосский (исп. Duque de  Zaragoza) — испанский аристократический титул. Он был создан 17 июля 1834 года королевой Изабеллой II для известного испанского военачальника и политического деятеля Хосе Ребольедо де Палафокса и Мельси (1775—1847), героя войны за независимость Испании.
Первоначально герцогский титул был создан для Хосе Ребольедо де Палафокса на пожизненный срок, но 27 февраля в 1848 года он стал пожизненным для его сына Франциска Пилар Ребольедо де Палафокса и Солера, 2-го герцога де Сарагоса (1815—1884).
Название герцогского титула происходит от названия города Сарагоса, столицы одноименной провинции в Арагоне.
С 1963 года герцоги Сарагосские являются членами дома де Толедо.

## Герцоги де Сарагоса
| №                            | Титул | Период                       |
| Креация создана Изабеллой II | Креация создана Изабеллой II | Креация создана Изабеллой II |
| ---------------------------- | --- | ---------------------------- |
| I                            | Хосе Ребольедо де Палафокс-и-Мельси, 1-й герцог де Сарагоса (28 октября 1775 — 15 февраля 1847), третий сын Хуана Фелипе Ребольедо де Палафокса, 3-го маркиза де Ласан-и-Каньисара (1721—1799), и Паолы Мельси д’Эриль (1751—1804) | 1834—1847                    |
| II                           | Франсиско Пилар Ребольедо де Палафокс-и-Солер, 2-й герцог де Сарагоса (1815 — 20 января 1884), единственный сын предыдущего и Франсиски Мануэлы Солер-Дуран-и-Пьедра-Мильера | 1847—1884                    |
| III                          | Хосе Менкос Ребольедо де Палафокс, 3-й герцог де Сарагоса, 8-й маркиз де Ласан, 11-й граф де лос Аркос, 10-й маркиз де Каньисар (13 июля 1876 — 16 декабря 1961), единственный сын Хоакина Марии Менкоса-и-Эспелеты, 9-го графа де Гуэндулайна (1851—1936), и Марии дель Пилар Ребольедо де Палафокс-и-Гусман (1852—1879), внук Луиса Ребольедо де Палафокса-и-Палафокса, 7-го маркиза де Ласана, сына Луиса Ребольедо де Палафокса, брата Хосе Ребольедо де Палафокса, 1-го герцога Сарагосского                                                                                 | 1885—1961                    |
| IV                           | Алонсо Кристиано Альварес де Толедо-и-Менкос, 4-й герцог де Сарагоса, 11-й маркиз де Сан-Фелисес-де-Арагон, 10-й маркиз де Каса-Понтехос, 11-й граф де Эриль, 12-й граф де лос Аркос, 7-й маркиз де Мирафлорес, 8-й маркиз де Ласан (28 ноября 1896 — 2 апреля 1990), сын Мануэля Альвареса де Толедо-и-Саманьего, графа де Вильяпатрена, маркиза де Мирафлорес-и-де-Каса-Понтехос (1868-?), и Марии Бланки Менкос-и-Ребольедо де Палафокс Эспелета-и-Гусман, 11-й графини де лос Арком (1873—1915), внук Хоакина Марии Менкоса-и-Эспелеты, 9-го графа де Гуэндулайна (1851—1936) | 1963—1990                    |
| V                            | Мануэль Альварес де Толедо-и-Менкос, 5-й герцог де Сарагоса, 13-й граф де лос Аркос, 8-й маркиз де Мирафлорес (род. 1937), второй сын предыдущего и Марии дель Росарио Менкос-и-Армеро (1915—2010) | 1991 — н. в.                 |